# 50 Геркулеса
50 Геркулеса (лат. 50 Herculis, HD 152173) — двойная звезда в созвездии Геркулеса на расстоянии приблизительно 928 световых лет (около 285 парсек) от Солнца. Видимая звёздная величина звезды — +5,732m.

## Характеристики
Первый компонент — оранжево-красный гигант спектрального класса M1IIIa, или M1III, или M4, или K5. Масса — около 2,487 солнечных, радиус — около 82,925 солнечных, светимость — около 1015,883 солнечных. Эффективная температура — около 3975 K.
Второй компонент — коричневый карлик. Масса — около 25,1 юпитерианских. Удалён в среднем на 2,026 а.е..